# Kamen Rider Wizard
Kamen Rider Wizard (仮面ライダーウィザード Kamen Raidā Wizādo) là một loạt phim truyền hình thuộc thể loại Tokusatsu của Toei Company, là series thứ 23 của loạt phim Kamen Rider Series và thứ 14 trong thời Heisei. Tên của bộ phim và logo đã được Toei hé lộ ngày 21 tháng 6, 2012. Bộ phim bắt đầu phát sóng từ ngày 2 tháng 9, 2012, nằm trong khung giờ Super Hero Time cùng với Tokumei Sentai Go-Busters và Zyuden Sentai Kyoryuger. Khẩu hiệu của bộ phim là "Nào, showtime!" (さあ、ショ－タイムだ! Saa, shōtaimu da!?).

## Cốt truyện
Một nghi lễ bí ẩn diễn ra vào một ngày nhật thực đã tạo ra một nhóm sinh vật ma quỷ gọi là Phantom. Souma Haruto, một người sống sót trong nghi lễ, đã được Bạch Ma Pháp Sư lựa chọn làm Kamen Rider Wizard chiến đấu chống lại Phantoms cùng với Koyomi- một nạn nhân khác của Phantom, cảnh sát Daimon Rinko, chàng trai mê phép thuật Nara Shunpei và người làm ra Wizard rings Wajima.

## Nhân vật

#### Riders:
Trong phim được gọi là các Ma pháp sư (魔法使い Mahō tsukai):
- TV show

| Kamen Rider Wizard                         | Souma Haruto      |
| Kamen Rider Beast                          | Nitou Kousuke     |
| Kamen Rider White Wizard (Bạch Ma Pháp sư) | Fueki Sou         |
| Kamen Rider Mage                           | Inamori Mayu      |
| Kamen Rider Mage                           | Ijima Yuzuru      |
| Kamen Rider Mage                           | Yamamoto Masahiro |

- Movie

| Kamen Rider Mage                           | Người dân của Magic Land      | Magic Land    |
| Kamen Rider Mage                           | Đội trưởng Quân đội Hoàng gia | Magic Land    |
| Kamen Rider Sorcerer (Hoàng Kim Pháp Sư)   | Orma (Drake Phantom)          | Magic Land    |
| Kamen Rider White Wizard (Bạch Ma Pháp sư) | Koyomi (bản sao)              | Wizard x Gaim |

#### Nhân vật khác:
- Koyomi Fueki: Một cô gái bí ẩn được Fueki bế đến giao cho Haruto chăm sóc. Chỉ sống được qua hằng ngày do hấp thu mana Haruto Souma. Trong Ring 41, do Haruto bị nữ Phantom Medusa hút gần hết mana nên cô phải lấy của Inamori Mayu. Trong Ring 43, thân phận của cô được tiết lộ là con của Fueki.
- Shigeru Wajima: Là chủ cửa hàng làm nhẫn. Từng được Fueki nhờ làm rất nhiều chiếc nhẫn ma thuật. Các loại nhẫn của Haruto cũng là do ông làm ra.
- Daimon Rinko: Là một nữ thám tử và là người đầu tiên rơi vào tuyệt vọng tuy nhiên đã được Haruto cứu ở trong Ring 1. Sau sự việc đó cô đã giúp đỡ Haruto nhiều hơn trong việc thu thập thông tin.

- Nara Shunpei: Là một chàng trai đam mê và tin vào pháp thuật. Anh là người thứ 2 được Haruto cứu sau Rinko. Và sau sự việc đó anh cũng tham gia vào nhóm và giúp đỡ Haruto nhiều hơn. Anh khá là hậu đậu và nhiều lần gây ra rắc rối.
- Masanori Kizaki: là người của Cơ quan An ninh Quốc gia. Ban đầu hơi ác cảm với Haruto và cho rằng anh ta là Phantom tuy nhiên sau khi Haruto cứu em mình thì Kizaki đã hiểu ra và thường xuyên giúp đỡ Haruto hơn về sau. Đến Ring 41, do điều tra giúp Haruto về thân phận của Fueki nên anh đã bị tấn công.
- Ijima Yuzuru: là 1 cậu bé có khả năng chống lại Phantom trong người của mình và có khả năng trở thành 1 pháp sư. Tuy nhiên sau khi chứng kiến Haruto và Nitou chiến đấu thì cậu bé không muốn trở thành pháp sư nữa. Sau đó Nitou đang chuẩn bị tiêu diệt con Phantom bên trong người cậu thì Fueki xuất hiện tấn công Beast và bắt cóc cậu đi.
- Yu Kamimura: là một người phụ nữ trẻ bí ấn sống trong Underworld và có khả năng sử dụng phép thuật để biến thành Young Masked Belle Poitrine (美少女仮面ポワトリン Bishōjo Kamen Powatorin).

#### Phantom:
Là các quái vật được sinh ra từ những người được gọi là Gate bằng nghi lễ Sabbath diễn ra vào ngày nhật thực, những người sau khi biến thành Phantom sẽ tìm Gate mới làm cho họ tuyệt vọng rồi sinh ra Phantom theo yêu cầu của các Phantom trưởng.
- Gremlin: Một trong ba Phantom trưởng được sinh ra từ cơ thể của một chàng trai trẻ trên Takigawa Sora, anh từng là thợ làm tóc nổi tiếng, tính cách vui vẻ và thường chủ động "Hello" ngay cả với người không quen biết. Ở dạng vật chủ, Sora đội mũ đen, mặc áo sơ mi trắng khoác cardigan đen, quần ống trái cao và khăn choàng xanh quanh vai. Ngay cả ở dạng con người, Sora có thể di chuyển tốc độ cao trên tường như một vết mờ dễ dàng tránh các vụ nổ của Medusa, anh cũng từng dùng tay chặn cử động của Haruto. Ở dạng thật (Phantom), Gremlin có cơ thể màu xanh lục đặc trưng, gương mặt giống loại bò sát, vũ khí là cặp kiếm có thể gộp lại như kéo, anh có phong cách đặt tay lên mũ khi biến thân sang dạng thật. Sức mạnh và kỹ năng chiến đấu của Sora ngang hàng với Medusa, đủ gây khó khăn cho Beast Buffa Mantle nhưng anh hiếm khi chiến đấu nghiêm túc và thường rút lui nếu tình hình không khả quan. Sau một cuộc điều tra của Rinko đã tiết lộ, Sora đã làm chủ được Phantom trong người, hiểu cách khác anh ta vẫn là Sora nhưng sở hữu sức mạnh của Gremlin. Lí do trước khi Sabbath diễn ra, Sora đã từng bị bạn gái bỏ rơi, trong cơn điên loạn anh đã ra tay sát hại bạn gái, hành động vô nhân tính này đã trấn áp được Phantom sinh ra từ cơ thể của anh và vẫn tiếp tục diễn ra nếu anh gặp những người phụ nữ có tóc đen dài và mặc váy trắng. Đó là lí do tại sao Sora thường tiếp cận Koyomi và Mayu, thậm chí cả Medusa khi cô ở dạng con người - những người phụ nữ cũng có tóc đen dài, cho thấy rằng anh ta sẵn sàng giết họ để thỏa mãn thú vui tiêu khiển của mình. Anh ta vẫn giữ lại tất cả ký ức và tính cách vui vẻ của minhfMục đích thực sự của Sora là muốn có viên đá Triết gia trong cơ thể của Koyomi để thực hiện ước muốn "trở lại thành người" của mình. Sora đã trở thành Shinka Gremlin Phantom sau khi đánh cắp được viên đá Triết gia và cấy vào cơ thể của mình, vượt qua sức mạnh của Wizard Infinity Style nhưng vẫn không thể trở lại thành người nên đã thu thập năng lượng cho viên đá thông qua việc tiêu diệt nhân loại nhưng anh đã bị Haruto lấy lại viên đá và đánh bại trong trận chiến cuối cùng giữa 2 người.
- Wiseman: là thủ lĩnh của Phantom tuy nhiên hắn ít khi đi tìm kiếm Gate và tạo ra Phantom. Ông chính là Fueki và đã biến hình thành Bạch Ma Pháp Sư ngay trước mặt Haruto, Kousuke và Mayu. Mục đích của ông là cứu được Koyomi nhưng đến gần cuối phim đã bị Gremlin giết sau trận đánh với Wizard Infinity.
- Medusa: Một trong ba Phantom trưởng được sinh ra từ cơ thể của một cô gái trẻ tên Inamori Misa - chị gái của Mayu (người sau này trở thành Kamen Rider Mage), cô là cánh tay phải của Wiseman. Mục đích của Medusa là tạo ra nhiều Phantom hơn để tái lập Sabbath theo ước muốn của Wiseman. Ở dạng vật chủ, Medusa có mái tóc xõa đen dài (Misa và Mayu để kiểu đuôi ngựa), mặc đầm tím không tay hở lưng và khăn choàng xanh quanh cổ nhưng từ tập 16, cô khoác thêm khăn choàng tím quanh vai che lưng. Thực tế, cô rất xinh đẹp nhờ diện mạo và nụ cười gợi cảm, đủ để Nitou ngạc nhiên nhưng tính cách lại độc đoán và đáng sợ, sẵn sàng tiêu diệt đồng loại nếu làm trái ý cô. Ngay cả ở dạng con người, Medusa thường sử dụng sức mạnh nhãn quan để tìm Gate hoặc tạo ra các vụ nổ chỉ bằng một cái liếc mắt, cô cũng có thể dùng tay tạo ra các quả cầu năng lượng. Ở dạng thật (Phantom), Medusa có cơ thể màu tím đặc trưng, gương mặt có kính bảo hộ với nhiều rắn con đóng vai trò là tóc, vũ khí là Arrogant, không giống những Phantom khác, cô có phong cách dùng tay hất tóc khi biến thân sang dạng thật. Medusa sở hữu sức mạnh và kỹ năng chiến đấu xuất sắc trong cả cận chiến lẫn tầm xa, cô thường sử dụng tóc để trói và hấp thụ ma thuật của đối thủ, nó có thể xuyên thủng lớp phòng thủ của Wizard Land Style và từng hóa đá Phoenix. Cô cũng từng đánh bại Wizard khi dùng Drago-Times và Beast trong trận chiến 1 chọi 5. Mặc dù là Phantom mạnh nhất nhì mà Wizard đã đối đầu, Medusa chỉ chiến đấu nếu thực sự cần thiết hoặc nếu cô tức giận. Cô đã bị thương trong trận chiến cuối cùng với Mayu nhưng bằng lòng trung thành vĩnh cửu của mình với Wiseman, cô vẫn đứng lên khẳng định điều đó và chuẩn bị ra đòn kết liễu Mayu thì cô bị Wiseman đâm lén sau lưng, người đã tiết lộ thân phận thật sự là Fueki (White Wizard) cũng như sự tồn tại của cô và các pháp sư chỉ để phục vụ lợi ích riêng của hắn. Trước khoảnh khắc bị phản bội, cô đã thực sự rơi lệ và biến thành cát bụi.
- Phoenix: Một trong ba Phantom trưởng được sinh ra từ cơ thể của một chàng trai trẻ tên là Yugo Fujita. Độc đoán hơn Medusa, Phoenix thường gây áp lực lên cấp dưới của mình khi chúng có nhiệm vụ. Có khả săng hồi sinh sau khi bị giết. Tuy nhiên hắn đã bị Wizard đá lên mặt trời.
- Ghouls: Nhóm Phantom có sừng và thân thể bằng đá được tạo ra từ những viên đá phép thuật tương ứng trong khi không để mạnh bằng các Phantom được sinh ra từ Gate. Chúng chỉ mạnh khi có số lượng đông, thân thể chịu được súng đạn và đủ gây khó khăn cho Haruto lẫn Nitou nếu họ không thể biến thân.

## Tập phim
Mỗi tập phim của Kamen Rider Wizard được gọi là "Ring".
1. Phù thủy đeo nhẫn
2. Tôi muốn trở thành một phù thủy
3. Biến hình! Truyền hình trực tiếp
4. Búp bê và nghệ sĩ dương cầm
5. Vòng chung kết của cuộc thi
6. Bông hoa xinh đẹp
7. Ký ức nhạt nhòa
8. Viên đá phép thuật mới
9. Tiếng gầm của Rồng
10. Bộ phận Zero NSA
11. Lời hứa bảo vệ
12. Hi vọng ngọt ngào
13. Truyền Nhân
14. Nhà Đạo diễn trở lại
15. Phía sau bức màn
16. Giáng sinh diệu kì
17. Phù thủy mới xuất hiện
18. Ma lực cho một bữa tiệc
19. Nay và Mai
20. Sự thật hé lộ
21. Điệu nhảy của Rồng
22. Phượng Hoàng tung cánh
23. Trận đấu sinh tử
24. Bà Ngoại ghé thăm
25. Lựa chọn thú vị
26. Đột nhập trường học
27. Chị em song sinh
28. Thắt lưng bị đánh cắp
29. Beast tiến hóa
30. Ngày mà phép thuật lụi tàn
31. Nước mắt
32. Ngàn cân treo sợi tóc
33. Những thứ mà tiền không thể mua
34. Mặt tối của người mẫu
35. Con người khác của Sora
36. Chim sẻ biết nói
37. Nỗi tuyệt vọng của kẻ chạy trốn
38. Hi vọng bị đánh cắp
39. Những gì bị lãng quên trên sân cỏ
40. Tôi muốn đi xe đạp
41. Số phận của phù thủy
42. Nhà tiểu thuyết gia đeo nhẫn
43. Bí mật về Bạch Ma Pháp Sư
44. Vật kỉ niệm của con trai
45. Nụ cười trong tim
46. Kỷ niệm bị rạn nứt
47. Sự thật về Wiseman
48. Viên đá của nhà Triết học
49. Sabbath tiến hành
50. Điều gì là quan trọng
51. Hy vọng cuối cùng
52. Chiếc nhẫn Kamen Rider
53. Câu chuyện không hồi kết

## Phim

### Space, Here We Come!
Wizard đánh dấu sự xuất hiện lần đầu tiên trong Kamen rider Fourze the movie: Space, here we come! khi Fourze và Meteor đang gặp khó khăn khi phải chiến đấu với 12 Horoscopes.

### MOVIE Taisen Ultimatum
Là movie War giữa Fourze và Wizard, sẽ được trình chiếu ngày 8 tháng 12, 2012. Ngoài sự xuất hiện của cá nhân vật trong Fourze và Wizard, các nhân vật trong các series Tokusatsu khác của Shotaro Ishinomori như Bishōjo Mask Poitrine,Akumaizer 3 và Sanagiman cũng sẽ xuất hiện. Bên cạnh đó các Kamen rider của các series trước như OOO, Birth, Double, Accel cũng sẽ quay trở lại.

### Super Hero Taisen Z
Kamen Rider × Super Sentai × Uchū Keiji: Super Hero Taisen Z (仮面ライダー×スーパー戦隊×宇宙刑事 スーパーヒーロー大戦Z Kamen Raidā × Sūpā Sentai × Uchū Keiji: Supā Hīrō Taisen Zetto) là một bộ phim giao chéo sắp ra mắt vào mùa xuân 2013, giữa ba dòng phim tokusatsu, Kamen Rider, Super Sentai, và Uchū Keiji Series. Các nhân vật từ Kamen Rider Wizard, Zyuden Sentai Kyoryuger, và Uchū Keiji Gavan: THE MOVIE sẽ tham gia bộ phim. Vũ Trụ Thiết Nhân Kyodain từ Kamen Rider Fourze the Movie: Space, Here We Come! cũng xuất hiện. Đoạn phim quảng bá được trình chiến sau Kamen Rider × Kamen Rider Wizard & Fourze: Movie War Ultimatum.

### In Magic Land
Kamen Rider Wizard in Magic Land (劇場版 仮面ライダーウィザード in Magic Land Gekijōban Kamen Raidā Wizādo In Majikku Rando) là bộ phim điện ảnh thường niên của Kamen Rider Wizard, công chiếu song song với bộ phim điện ảnh của Kyoryuger vào ngày 3 tháng 8, 2013.

### Tenkawakeme no Sengoku Movie Daigassen
Kamen Rider × Kamen Rider Gaim & Wizard: Tenkawakeme no Sengoku Movie Daigassen (仮面ライダー×仮面ライダー鎧武＆ウィザード　天下分け目の戦国MOVIE大合戦 Kamen Raidā × Kamen Raidā Gaimu Ando Wizādo Tenkawakeme no Sengoku Mūbī Daigassen, Tạm dịch: Kamen Rider x Kamen Rider Gaim & Wizard: Movie Đại Hợp Chiến Thời Chiến Quốc Chấn Động Thiên Hạ) là bộ phim điện ảnh mùa đông với sự gặp gỡ giữa Kamen Rider Wizard và Gaim. Bộ phim dự kiến phát hành vào ngày 14 tháng 12, 2013.

## Hyper Battle DVD
The Hyper Battle DVD của Wizard mang tên Kamen Rider Wizard Hyper Battle DVD: Showtime with the Dance Ring (仮面ライダーウィザード 超 バトルDVD ダンスリングでショータイム Kamen Raidā Wizādo Haipā Batoru Dī Buī Dī Dansu Ringu de Shōtaimu). Haruto và Kosuke đi vào Underworld của chủ cửa hàng Donut và thi triển sức mạnh của Dance Ring.

## Diễn viên
- Sōma Haruto (操真 晴人?): Shiraishi Shun'ya (白石 隼也?)
- Koyomi (コヨミ?): Okunaka Makoto (奥仲 麻琴?)
- Nara Shunpei (奈良 瞬平?): Tozuka Junki (戸塚 純貴?)
- Daimon Rinko (大門 凛子?): Takayama Yūko (高山 侑子?)
- Nitō Kōsuke (仁藤 攻介?): Nagase Tasuku (永瀬 匡?)
- Wajima Shigeru (輪島 繁?): Ogura Hisahiro (小倉 久寛?)
- Inamori Misa (稲森 美紗?)/Medusa (メデューサ Medyūsa)?), Inamori Mayu (稲森 真由?): Nakayama Erina (中山 絵梨奈?)
- Fujita Yūgo (藤田 雄吾?)/Phoenix (フェニックス Fenikkusu?): Atsumi (篤海?)
- Takigawa Sora (滝川 空?)/Gremlin) (グレムリン Guremurin?): Maeyama Takahisa (前山 剛久?)
- Chủ quán Donut (ドーナツ屋店長 Dōnatsuya Tenchō?): Kaba-chan (KABA.ちゃん?)
- Nhân viên quán Donut (ドーナツ屋店員 Dōnatsuya Ten'in?): Tayano Ryō (田谷野 亮?)
- Cảnh sát trưởng (署長 Shochō?): Komiya Takayasu (小宮 孝泰?)
- Kizaki Masanori (木崎 政範?): Kawano Naoki (川野 直輝?)
- Fueki Sō (笛木 奏?): Ikeda Narushi (池田 成志?)
- Iijima Yuzuru (飯島 譲?): Sōma Shinta (相馬 眞太?)
- Yamamoto Masahiro (山本 昌宏?): Kawaguchi Shingo (川口 真五?)
- Bạch Ma Pháp Sư (白い魔法使い Shiroi Mahōtsukai?, lồng tiếng): Takashina Toshitsugu (高階 俊嗣?)
- Wiseman (ワイズマン Waizuman?, lồng tiếng): Furukawa Toshio (古川 登志夫?)
- Wizardragon (ウィザードラゴン Wizādoragon?, lồng tiếng): Ōtomo Ryūzaburō (大友 龍三郎?)
- Beast Chimera (ビーストキマイラ Bīsuto Kimaira?, lồng tiếng): Nishimura Tomomichi (西村 知道?)
- Ghouls (グール Gūru?): Anai Yūki (穴井 勇輝?),[5] Komine Kazuki (小峰 一己?)[5]
- Dẫn truyện (ナレーション Narēshon?): Hirata Hiroaki (平田 広明?)

### Diễn viên phục trang
- Kamen Rider Wizard: Takaiwa Seiji (高岩 成二?)
- Bạch Ma Pháp Sư: Eitoku (永徳?)

## Bài hát chủ đề
Bài hát đầu
- "Life is SHOW TIME"[6]
  - Lời: Shoko Fujibayashi
  - Sáng tác và cải biên: tatsuo (of everset)
  - Thể hiện: Shō Kiryūin from Golden Bomber (鬼龍院翔 from ゴールデンボンバー Kiryūin Shō from Gōruden Bonbā?)

Bài hát kết thúc
- "Last Engage"
  - Lời: Shoko Fujibayashi
  - Sáng tác và cải biên: Ryo (of defspiral)
  - Thể hiện: Kamen Rider Girls
  - Tập: 4, 10

Là bài hát chủ đề của Kamen Rider Wizard Flame Style.[7]
- "Mystic Liquid"
  - Lời: Shoko Fujibayashi
  - Sáng tác và cải biên: Ryo (of defspiral)
  - Thể hiện: Kamen Rider Girls
  - Tập: 3, 4, 15

Là bài hát chủ đề của Kamen Rider Wizard Water Style.[7]
- "Blessed wind"
  - Lời: Shoko Fujibayashi
  - Sáng tác: Yoshio Nomura
  - Cải biên: Rider Chips
  - Thể hiện: Rider Chips
  - Tập: 5, 13

Là bài hát chủ đề của Kamen Rider Wizard Hurricane Style.[7]
- "Strength of the earth"
  - Lời: Shoko Fujibayashi
  - Sáng tác: Yoshio Nomura
  - Cải biên: Rider Chips
  - Thể hiện: Rider Chips
  - Tập: 6, 7, 10, 17

Là bài hát chủ đề của Kamen Rider Wizard Land Style.[7]
- "Just The Beginning"
  - Lời: Shoko Fujibayashi
  - Sáng tác và cải biên: AYANO (of FULL AHEAD)
  - Thể hiện: Kamen Rider Girls
  - Tập: 9, 12

là bài hát chủ đề của Kamen Rider Wizard's Dragon forms.
- "BEASTBITE"
  - Lời: Shoko Fujibayashi
  - Sáng tác: Yoshio Nomura
  - Cải biên: Rider Chips
  - Thể hiện: Rider Chips
  - Tập: 17-19, 34

là bài hát chủ đề của Kamen Rider Beast
- "alteration"
  - Lời: Shoko Fujibayashi
  - Sáng tác: Shuhei Naruse
  - Cải biên: Shuhei Naruse
  - Thể hiện: Kamen Rider Girls
  - Tập: 26

là bài hát chủ đề của Kamen Rider Wizard All Dragon
- "Missing piece"
  - Lời: Shoko Fujibayashi
  - Sáng tác: Ryo
  - Cải biên: Ryo
  - Thể hiện: Kamen Rider Girls
  - Tập: 31, 32, 37, 39, 45

là bài hát chủ đề của Kamen Rider Wizard Infinity Style